# Williams FW14
A Williams FW14 egy Formula–1-es versenyautó, melyet a Williams csapat tervezett és indított az 1991-es, majd FW14B néven az 1992-es Formula–1 világbajnokság során. Pilótái Nigel Mansell és Riccardo Patrese voltak. Az FW14B egyike a valaha volt legdominánsabb autóknak a Formula–1 történetében, Mansell ezzel szerezte meg karrierje egyetlen világbajnoki címét.

## Áttekintés
Az autót szükség szülte, ugyanis a Williams és a Renault együttműködése az előző két évben sikeres volt ugyan, de a motorpartner szemében nem eléggé. 1990 közepén a csapat leigazolta Adrian Newey-t a March csapattól, és azonnal neki is látott a tervezésnek. Newey híres volt arról, hogy aerodinamikailag kifogástalan és hatékonyan működő kasztnikat tud megtervezni még viszonylag limitált költségkeretből is, ezúttal pedig nem kellett aggódnia a pénzügyi korlátok miatt. A vadonatúj szerkezet elég indoknak bizonyult ahhoz, hogy Nigel Mansell, aki a Ferrarival ekkoriban végzetesen megromló viszonya miatt a visszavonulást fontolgatta, végül visszatérjen a Williamshez.
A 3,5 literes V10-es Renault szívómotoros konstrukció egyike a legszofisztikáltabb autóknak a sportág történetében. Félautomata váltó, 1992-ben aktív felfüggesztés, kipörgésgátló, illetve ABS is volt benne. Technikailag annyira előremutató volt, hogy közvetlen riválisai, a McLaren MP4/7A, a Ferrari F92A és a Lotus 107 sehol nem voltak hozzá képest az 1992-es idényben, és a leváltására tervezett FW15-öst végül be sem kellett vetnie a csapatnak.

## Az FW14-es (1991)
A szezonnyitó amerikai nagydíjon debütált az autó, ami már ekkor is technikailag az élen járt a többi csapathoz képest. Ugyanakkor számos technikai nehézség hátráltatta a csapatot. Emiatt sokszor kiestek, és hiába gyűjtött Mansell és Patrese 7 győzelmet is az idényben, a jobb megbízhatóság miatt Ayrton Senna lett a világbajnok. A legtöbbször a félautomata váltóval voltak gondok, Mansell többször esett ki vezető helyről emiatt. Patresét hasonló nehézségek hátráltatták. Mindazonáltal a csapat éppen hogy csak nem lett konstruktőri bajnok.

## Az FW14B (1992)
A következő idénynek az autó áttervezett változatával vágtak neki. Amiben jelentősen különbözött az újabb modell, az a kipörgésgátló és az aktív felfüggesztés jelenléte volt. Az FW14B totálisan dominált a szezonban, Mansell egymaga szerzett 9 győzelmet, ami akkor rekord volt, Patrese pedig egyet. Patresének nem feküdt annyira az autó, mert az aktív felfüggesztés komolyabb leszorítóerőt generált, és ez nem passzolt annyira az ő vezetési stílusához, sokkal inkább Mansell agresszív stílusára volt kitalálva. Az aktív felfüggesztés külsőre mindössze apróbb kitüremkedések formájában volt észrevehető a kasztnin ott, ahol az első felfüggesztés és a vázszerkezet találkoznak. Emellett az előző évhez képest kicsit hosszabb lett az orrkúp. Habár az autó már az 1991-es ausztrál nagydíjon készen volt, Mansell úgy döntött, egyelőre nem próbálja még ki.
Az 1992-es szezont oly mértékben dominálta a Williams, hogy gyakran 2 másodperccel is jobbak voltak a mögöttük autózóknál. Jellemző bizonyítéka volt ennek a dominanciának a brit nagydíj időmérő edzése, ahol Mansell 2 másodpercet adott a második Patresének, aki pedig további 1 másodpercet a harmadik Sennának. Mansell a magyar nagydíjon egy második hellyel bebiztosította világbajnoki címét, öt futammal a vége előtt, a Williams pedig konstruktőri bajnok lett. Az idény végén kicsit keserédes volt az ünneplés, mert mindenki tudta, hogy Mansell nem marad a csapatnál, hiszen a helyére érkezett Alain Prost, Patrese pedig szintén távozott.
Tekintettel arra, hogy számos technikai újítását azóta betiltották, és a mai napig nem is használhatják a Formula–1-ben, az FW14 és az FW14B a valaha volt technikailag legfejlettebb autói közt vannak a sportágnak.
Az autó 2017-ben gurult legközelebb pályára, amikor a Williams csapat 40. születésnapját ünnepelendően Karun Chandhok vezette a brit nagydíj médianapján, az aktuális Williams FW36-ossal párhuzamosan, amit Paul di Resta vezetett. 2019-ben az egyik kasztnit elárverezék az éves Goodwoodi Sebességfesztiválon. 2020-ban Sebastian Vettel megvásárolta Nigel Mansell világbajnoki kasztniját (összesen 6 kasztni épült, Vettel az 5-öst vette meg), és a 2022-es brit nagydíjon, a 35. születésnapján a közönség előtt is vezette azt, mégpedig fenntartható forrásból származó üzemanyaggal megtankolva. A jármű azóta is rendszeres résztvevője a különféle fesztiváloknak. 2025-ben a Goodwood Festival of Speed során az eredeti Mansell-Patrese pilótapáros vezette, valamint James Vowles, a Williams csapatfőnöke.

## Egyéb megjelenések
Az autó szerepel az F1 2013, F1 2017, F1 2018 és F1 2019 című játékokban mint klasszikus autó.

## Eredmények
Félkövérrel jelölve a pole pozíció, dőlt betűvel a leggyorsabb kör.
| Év   | Csapat              | Kasztni | Motor                  | Gumik | Pilóták          | 1   | 2   | 3   | 4   | 5   | 6   | 7   | 8   | 9   | 10  | 11  | 12  | 13  | 14  | 15  | 16  | Pontok | Helyezés |
| ---- | ------------------- | ------- | ---------------------- | ----- | ---------------- | --- | --- | --- | --- | --- | --- | --- | --- | --- | --- | --- | --- | --- | --- | --- | --- | ------ | -------- |
| 1991 | Canon Williams Team | FW14    | Renault RS3C V10       | G     |                  | USA | BRA | SMR | MON | CAN | MEX | FRA | GBR | GER | HUN | BEL | ITA | POR | ESP | JPN | AUS | 125    | 2.       |
| 1991 | Canon Williams Team | FW14    | Renault RS3C V10       | G     | Nigel Mansell    | KI  | KI  | KI  | 2   | 6   | 2   | 1   | 1   | 1   | 2   | KI  | 1   | KIZ | 1   | KI  | 2   | 125    | 2.       |
| 1991 | Canon Williams Team | FW14    | Renault RS3C V10       | G     | Riccardo Patrese | KI  | 2   | KI  | KI  | 3   | 1   | 5   | KI  | 2   | 3   | 5   | KI  | 1   | 3   | 3   | 5   | 125    | 2.       |
| 1992 | Canon Williams Team | FW14B   | Renault RS3C / RS4 V10 | G     |                  | RSA | MEX | BRA | ESP | SMR | MON | CAN | FRA | GBR | GER | HUN | BEL | ITA | POR | JPN | AUS | 164    | 1.       |
| 1992 | Canon Williams Team | FW14B   | Renault RS3C / RS4 V10 | G     | Nigel Mansell    | 1   | 1   | 1   | 1   | 1   | 2   | KI  | 1   | 1   | 1   | 2   | 2   | KI  | 1   | KI  | KI  | 164    | 1.       |
| 1992 | Canon Williams Team | FW14B   | Renault RS3C / RS4 V10 | G     | Riccardo Patrese | 2   | 2   | 2   | KI  | 2   | 3   | KI  | 2   | 2   | 8   | KI  | 3   | 5   | KI  | 1   | KI  | 164    | 1.       |

## Forráshivatkozások
1. ↑  „When Williams ruled the world”, The Telegraph, 2016. január 9. (Hozzáférés: 2022. február 16.) (brit angol nyelvű)
2. ↑  Patrick Head explains why the 1992 Williams FW14B was great (angol nyelven). www.autosport.com. (Hozzáférés: 2022. február 16.)
3. ↑  Opinion (brit angol nyelven). Motor Sport Magazine. (Hozzáférés: 2022. február 16.)
4. ↑  http://img.favcars.com/williams/fw14/williams_fw14_1992_images_1.jpg
5. ↑  http://imgur.com/jIZlzDo.jpg
6. ↑  http://news.bbc.co.uk/sport2/hi/motorsport/formula_one/cars_guide/4272031.stm
7. ↑  Vettel purchases Mansell’s iconic championship-winning Williams | Formula 1® (angol nyelven). www.formula1.com. (Hozzáférés: 2022. február 16.)
8. ↑  Vettel Mansell legendás Williamsét fogja vezetni, de környezetbarát módon (magyar nyelven). hu.motorsport.com. (Hozzáférés: 2022. július 3.)

## Fordítás
Ez a szócikk részben vagy egészben  a   Williams FW14 című angol Wikipédia-szócikk ezen változatának fordításán alapul.  Az eredeti cikk szerkesztőit annak laptörténete sorolja fel. Ez a jelzés csupán a megfogalmazás eredetét és a szerzői jogokat jelzi, nem szolgál a cikkben szereplő információk forrásmegjelöléseként.